# Rio Miringuava
O rio Miringuava é um rio brasileiro que banha o estado do Paraná. Sua nascente esta localizada na Serra do Mar, cortando a cidade de São José dos Pinhais e desaguando no rio Iguaçu